# 柿原堰
柿原堰（かきはらぜき）は、徳島県阿波市吉野町柿原の吉野川にある堰。とくしま88景選定。

## 概要
1907年（明治40年）に板名用水土地改良区の前身である紀念板名普通水利組合の取水堰として、仮堰が築かれ、1919年（大正8年）に完成した。その後も、洪水による河床の変化や流路の変移に対応して増築を重ね、1926年（大正15年）に長さ750mに及ぶ石積みの堰が完成。
農業用水の他に飲料水としても利用される。毎年6月のアユの漁解禁日になると、県内外から多くの釣り人が訪れる。

## 沿革
- 1907年（明治40年） - 仮堰が築かれる。
- 1919年（大正08年） - 全長1,15kmの堰が完成。
- 1926年（大正15年） - 全長750mに及ぶ石積みの堰が完成。

## 交通
- JR鴨島駅より車で約15分。